# Scaramouche
Scaramouche (bra/prt: Scaramouche) é um filme de 1952, do gênero aventura histórica de capa-e-espada, dirigido por George Sidney. Produção luxuosa da Metro-Goldwyn-Mayer baseada em obra homônima de 1921 de Rafael Sabatini, que já havia sido filmada anteriormente em 1923, com o ator Ramón Novarro como protagonista. O roteiro é de Ronald Millar e George Froeschel. A trilha sonora original foi composta por Victor Young.

## Elenco
- Stewart Granger como André Moreau
- Janet Leigh como Aline de Gavrillac de Bourbon
- Eleanor Parker como Lenore
- Mel Ferrer como Noel, marquês de Maynes
- Henry Wilcoxon como Chevalier de Chabrillaine
- Nina Foch como Maria Antonieta
- Richard Anderson como Philippe de Valmorin
- Robert Coote como Gaston Binet